# ライン渓谷中流上部

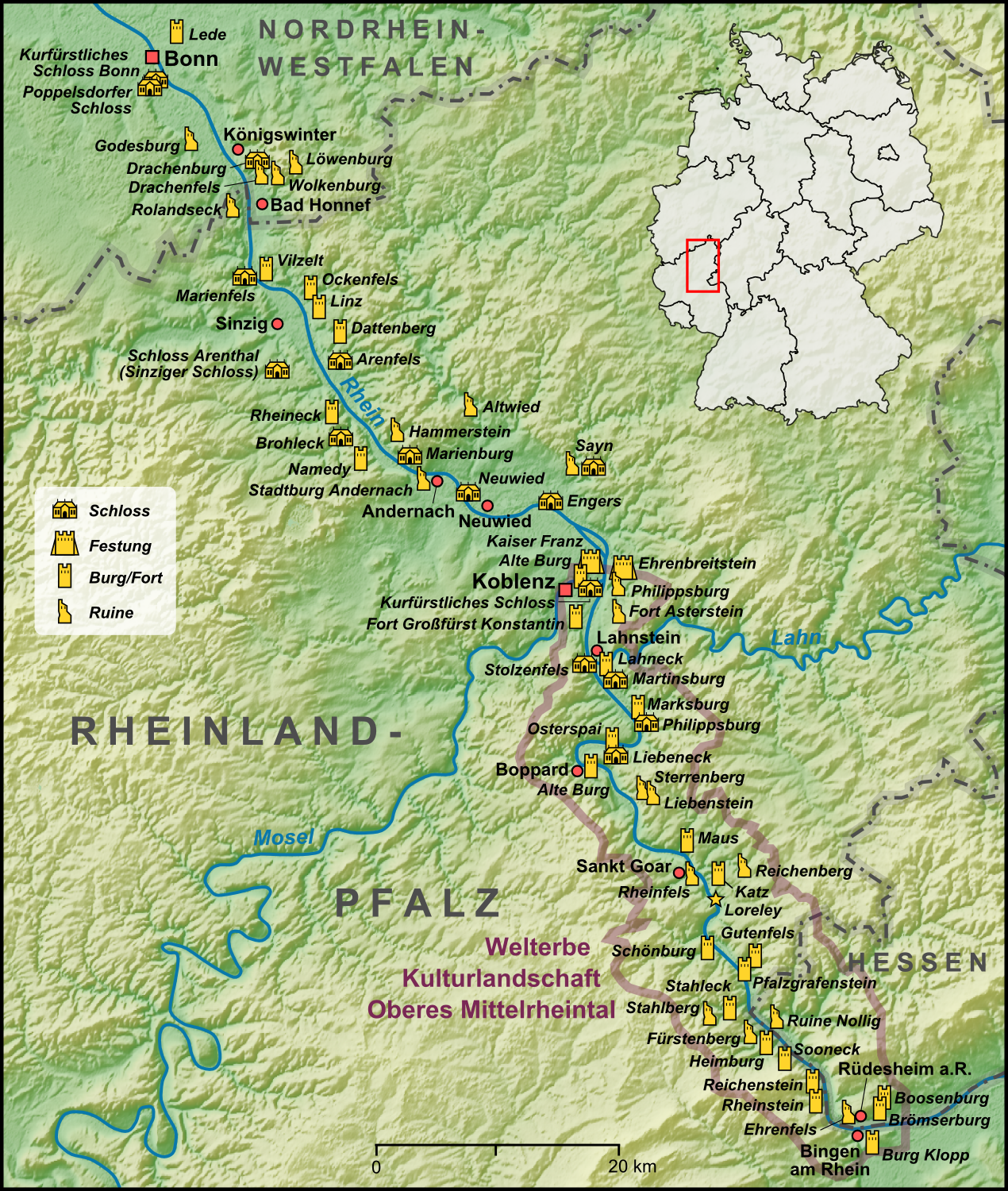
紫のラインで囲まれた範囲が世界遺産の登録範囲

ライン渓谷中流上部（ラインけいこくちゅうりゅうじょうぶ、Rhine Gorge）は、ドイツの世界遺産の1つ。ラインラント＝プファルツ州の都市であるビンゲン・アム・ラインと対岸のヘッセン州のリューデスハイム・アム・ライン一帯から下流側のコブレンツに至る区間のライン川の65キロメートルの渓谷のことを指す。登録範囲は272.5平方キロメートルで、緩衝地帯は約346.8平方キロメートルに及ぶ。一帯には約60ヶ所の小都市、約40ヶ所の城塞の遺跡、そして谷の斜面に広がる段々畑のブドウ園がある。

## 歴史
2002年に、地理学的、歴史的、文化的、産業の分野の複合的で独特な景観として、ユネスコの世界遺産に登録された。
先史時代より、ライン川は、中央における交易の重要な通路であり、ライン川の堤防に連なる形で、小さな集落が形成されてきた。
時代が進むにつれ、多くの城塞が建設されるようになり、神聖ローマ帝国時代は、この地域は、帝国の中枢となった。三十年戦争中に、多くの城塞が廃墟になったものの、渓谷に沿ってのクルージングが現在では盛んな地域であり、今もなお、古城、古い町並みを残す都市群、聖堂、修道院といった中世以来の景観が残されている。
この地域は、フランスとの国境だった時代もあり、19世紀にはプロイセン王国（後のドイツ帝国）の領域となった。

## 渓谷にある都市群
- コブレンツ（ライン川の西側） - 渓谷の入り口である。
- ラーンシュタイン（東側）
- レンス（西側）
- ブラウバッハ（東側）
- ボッパルト（西側）
- ザンクト・ゴアールスハウゼン（東側）
- ザンクト・ゴアー（西側） - このあたりがライン川で最も川幅が狭い流域であり、詩人ハイネの詩で詠われたローレライの岩があるところで有名である。
- オーバーヴェーゼル（西側）
- カウプ（東側）
- バッハラッハ（西側）
- ロルヒ（東側）
- アスマンスハウゼン（ドイツ語版）（東側）
- ビンゲン・アム・ライン（西側）
- リューデスハイム・アム・ライン（東側）

## 世界遺産登録基準
この世界遺産は世界遺産登録基準のうち、以下の条件を満たし、登録された（以下の基準は世界遺産センター公表の登録基準からの翻訳、引用である）。
- (2) ある期間を通じてまたはある文化圏において、建築、技術、記念碑的芸術、都市計画、景観デザインの発展に関し、人類の価値の重要な交流を示すもの。
- (4) 人類の歴史上重要な時代を例証する建築様式、建築物群、技術の集積または景観の優れた例。
- (5) ある文化（または複数の文化）を代表する伝統的集落、あるいは陸上ないし海上利用の際立った例。もしくは特に不可逆的な変化の中で存続が危ぶまれている人と環境の関わりあいの際立った例。

## ギャラリー

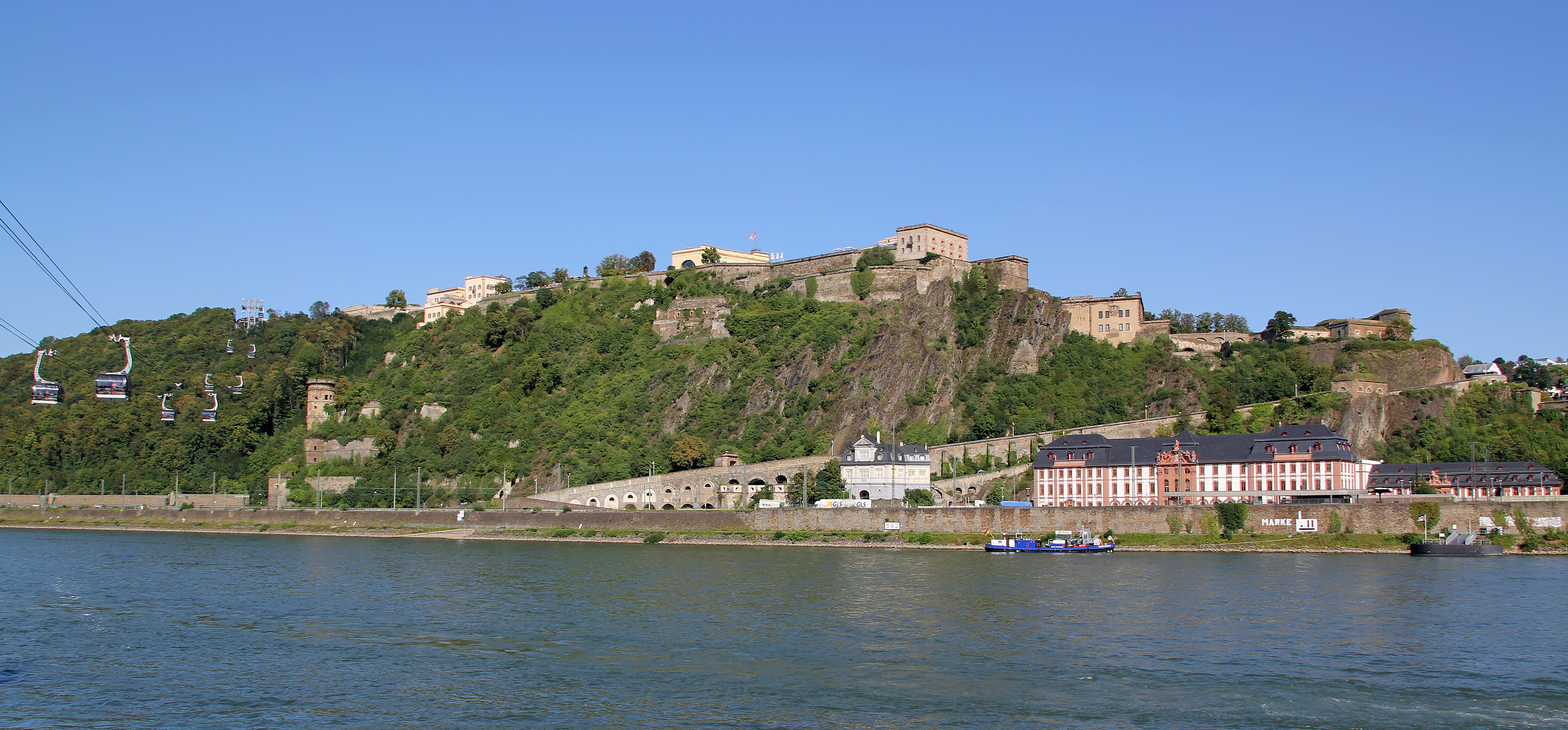
コブレンツ
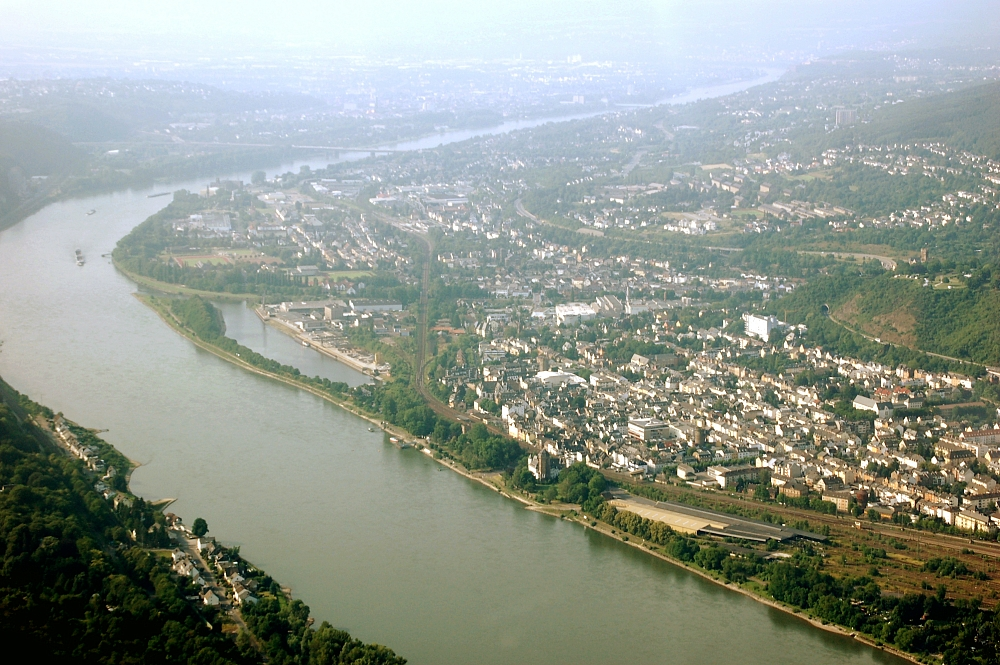
ラーンシュタイン
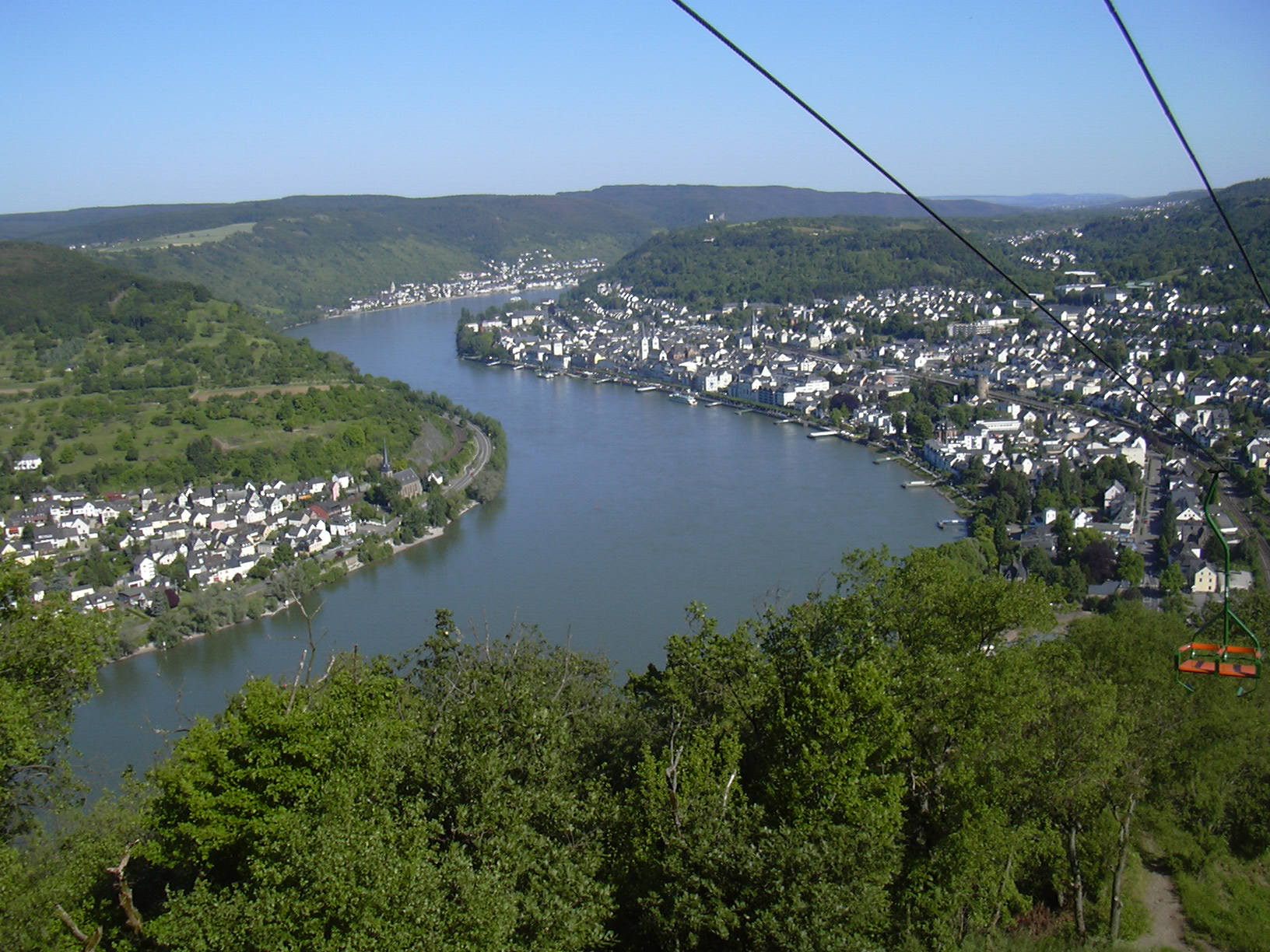
ボッパルト
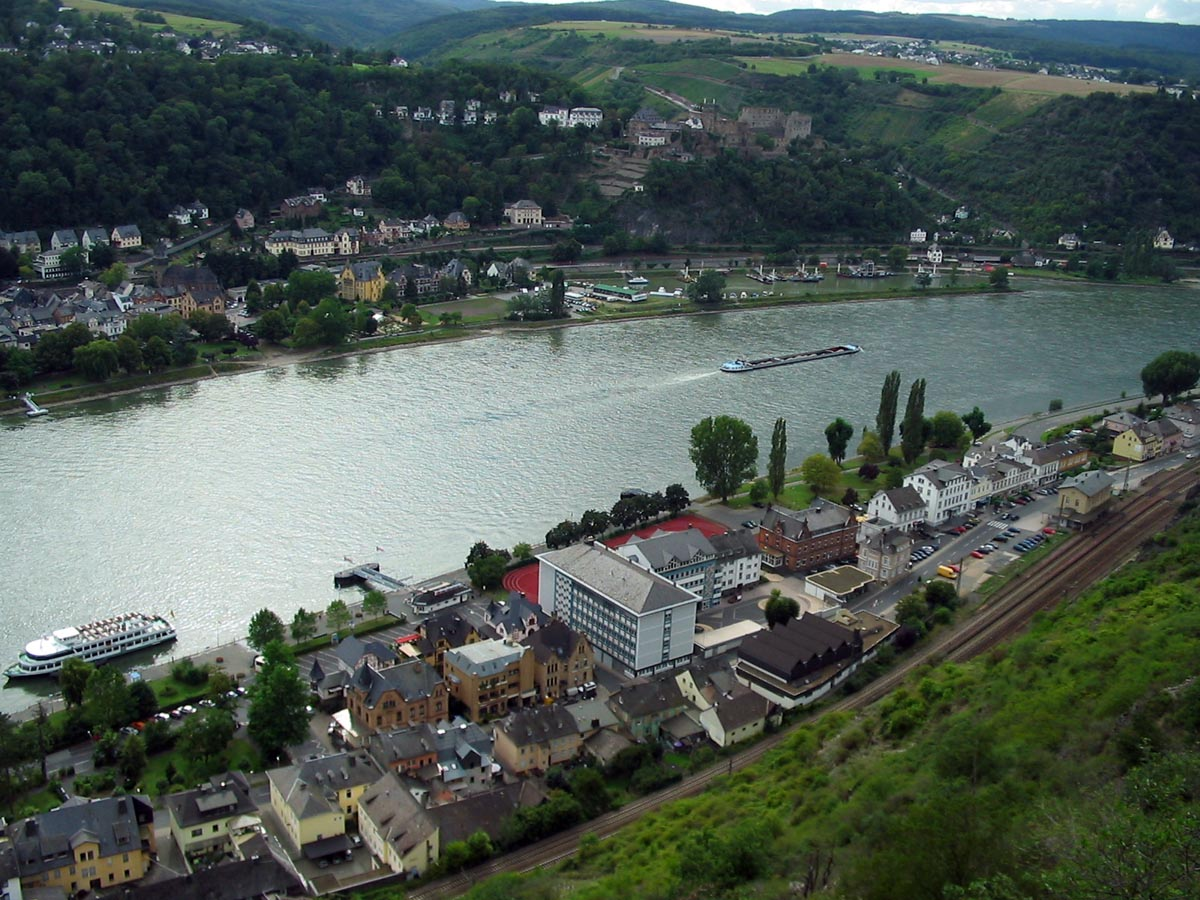
ザンクト・ゴアールスハウゼン
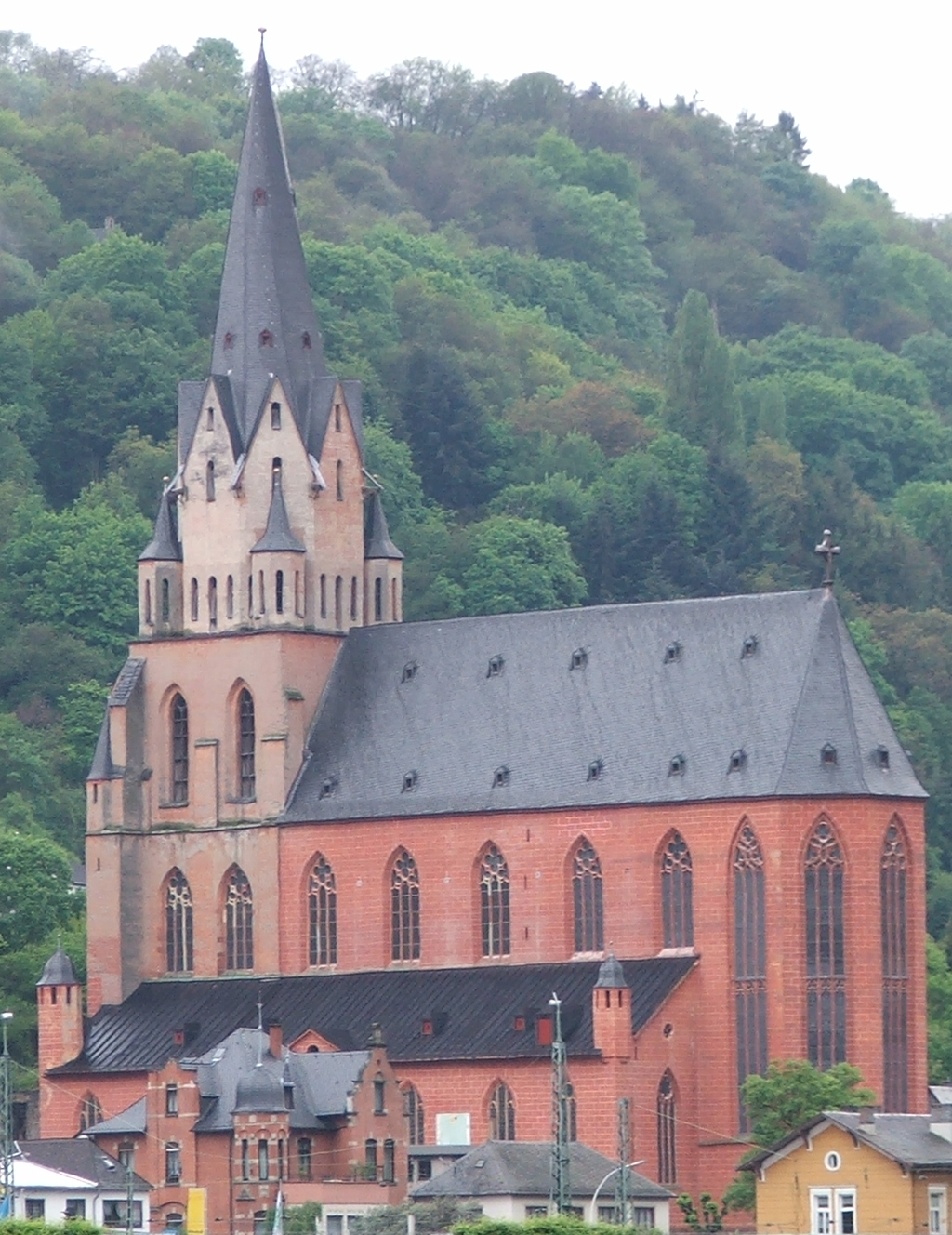
オーバーヴェーゼル
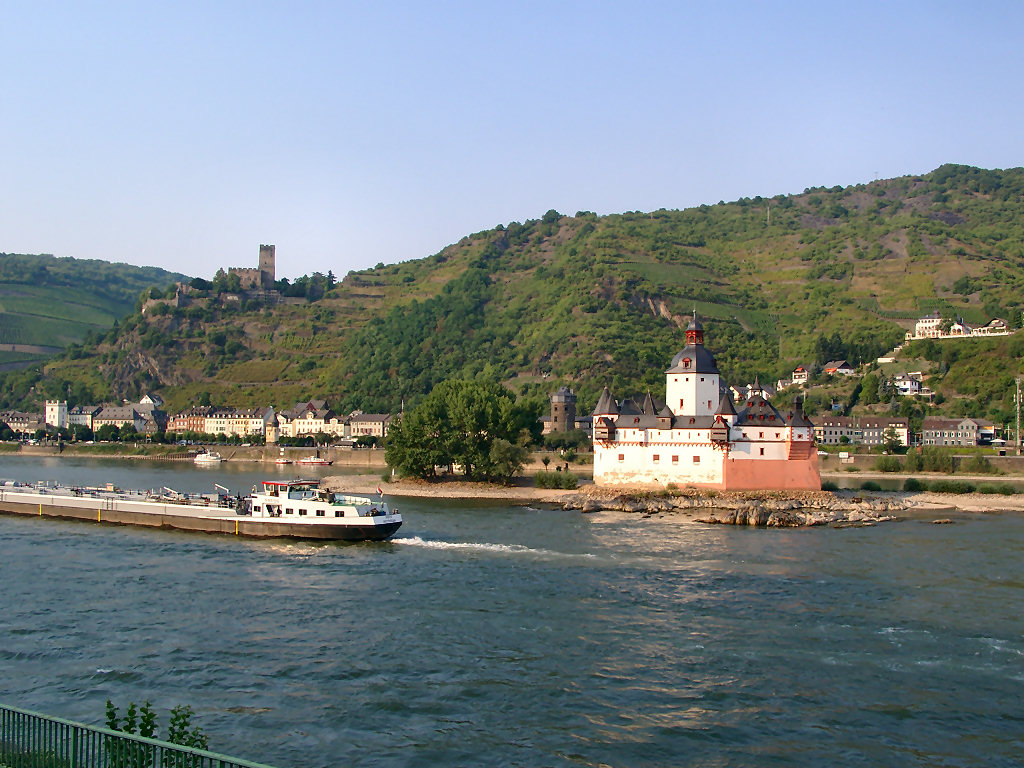
カウプ
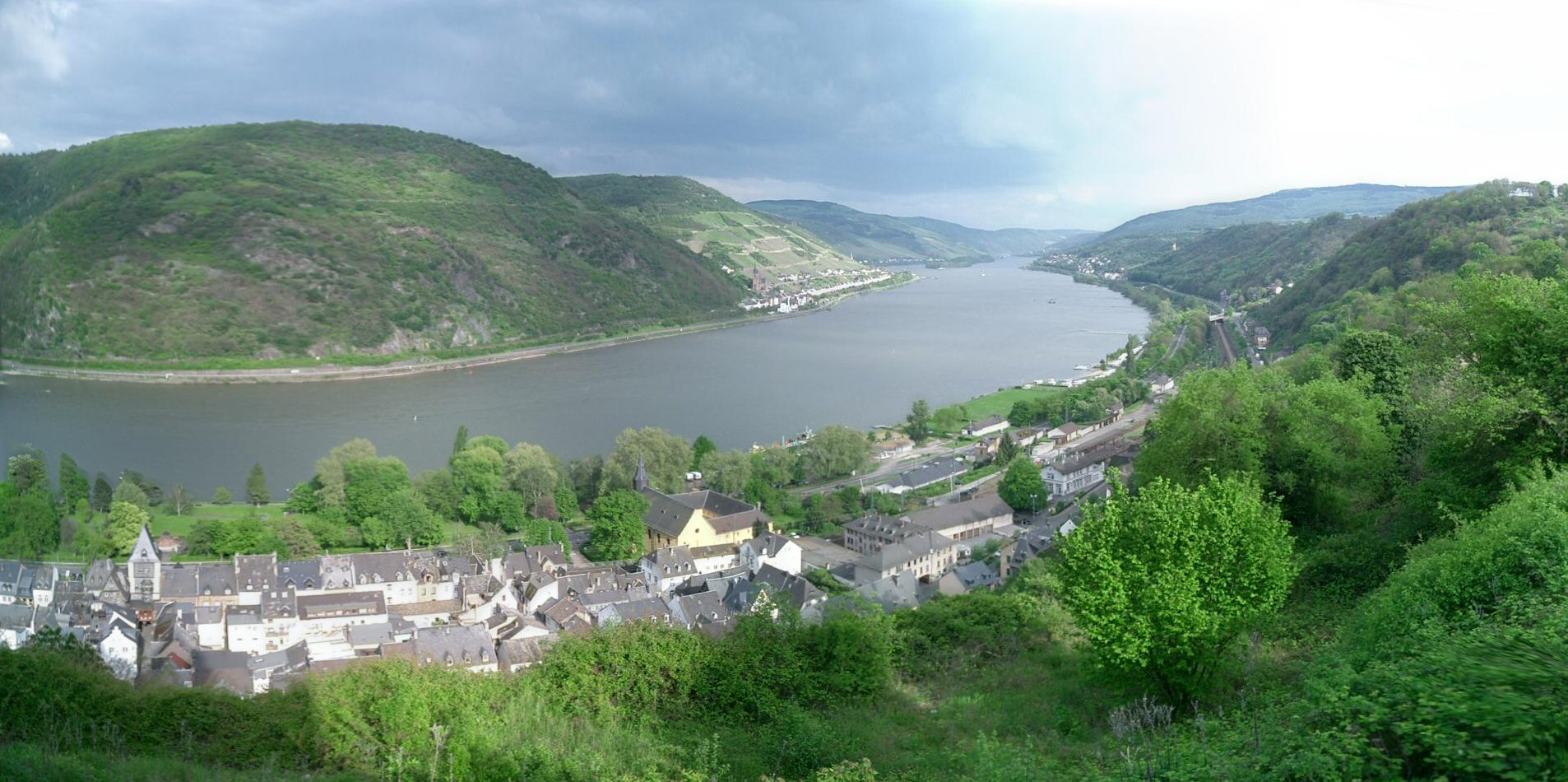
バッハラッハ
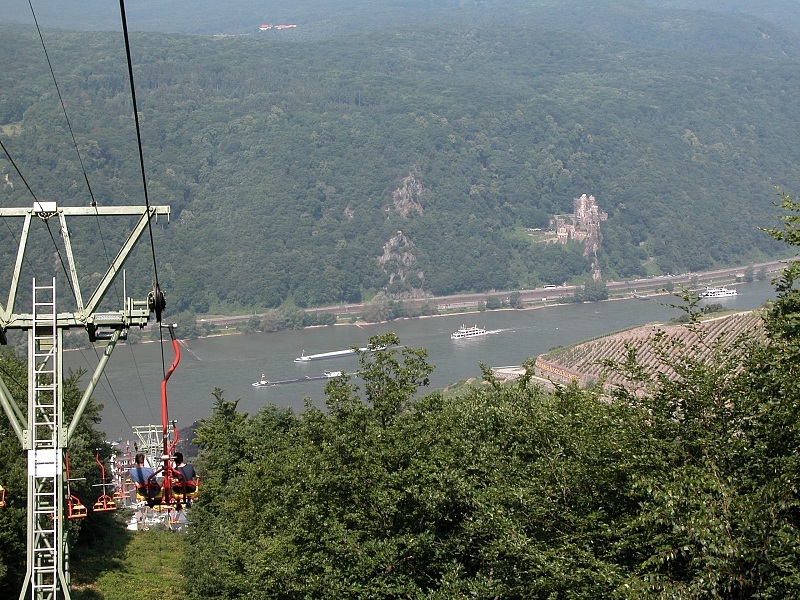
アスマンスハウゼン
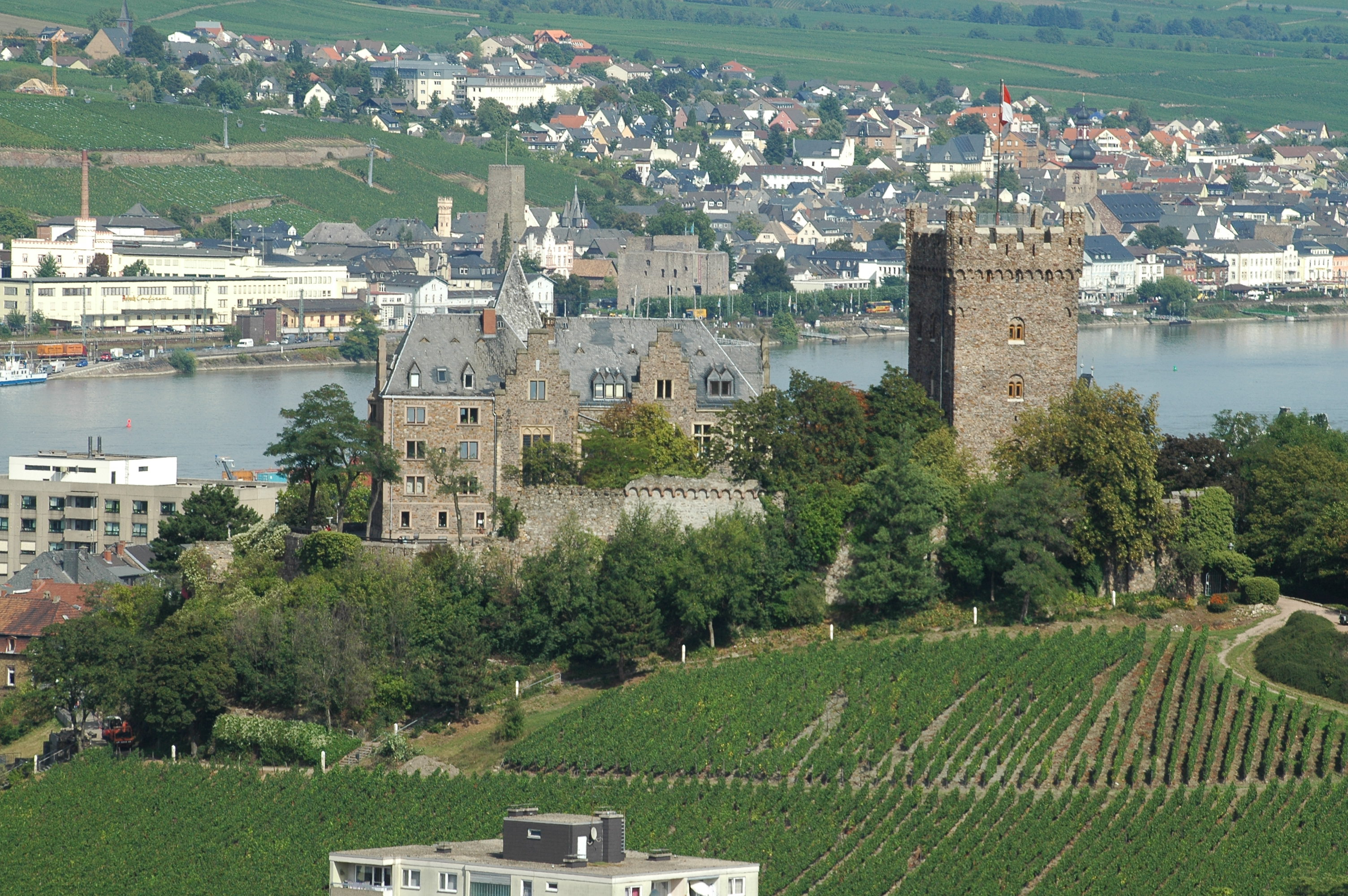
ビンゲン・アム・ライン
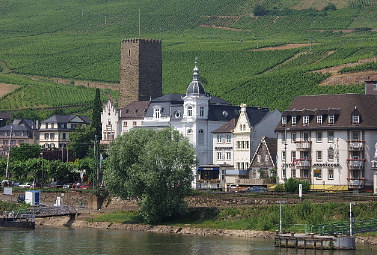
リューデスハイム・アム・ライン
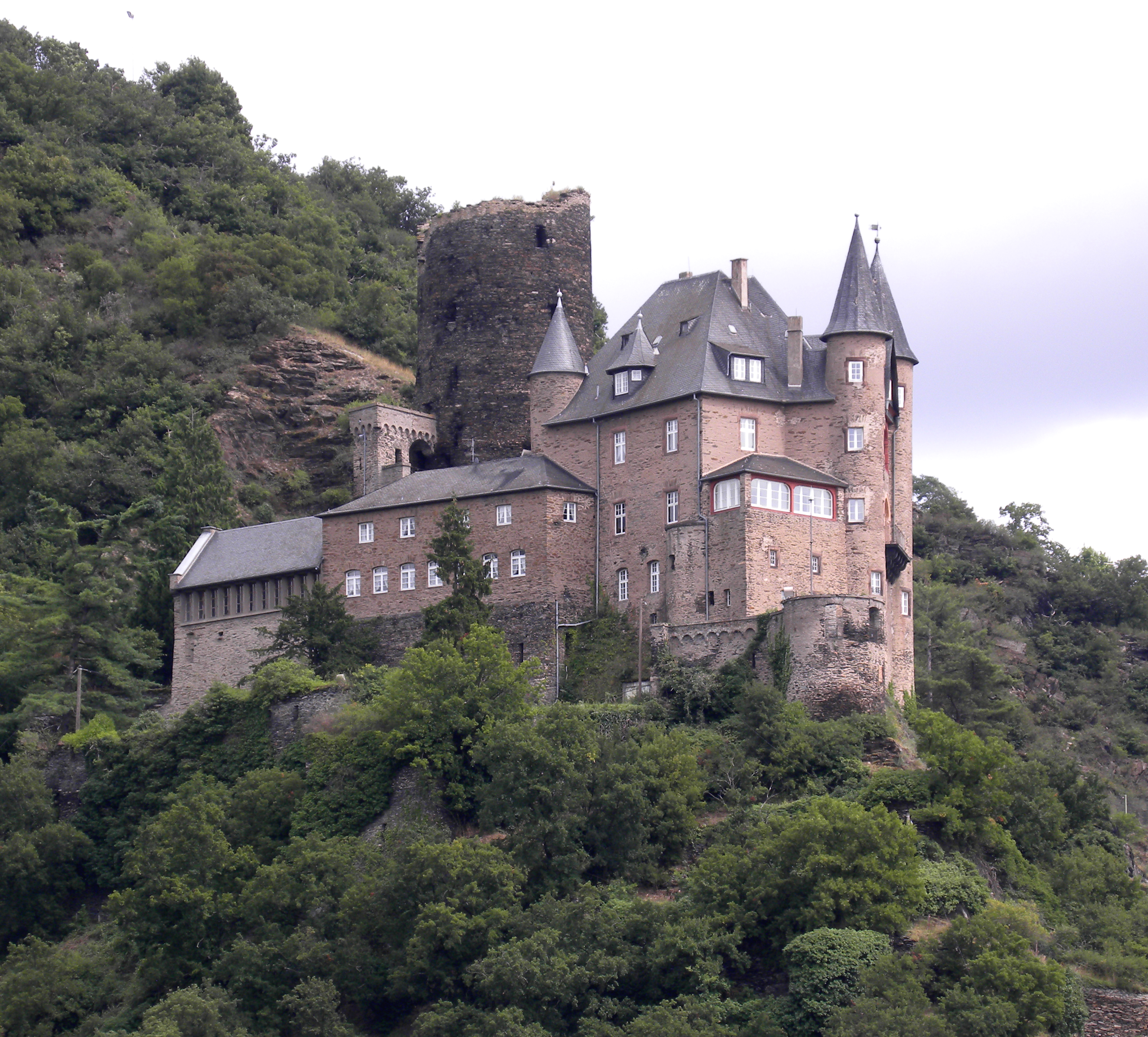
ネコ城